# The Dreamstone
The Dreamstone (El mago de los sueños en Hispanoamérica, y La piedra de los sueños en España) es una serie de televisión infantil británica de dibujos animados de Michael Jupp, emitida entre 1990 y 1995. 

## Personajes
El mundo de los sueños es poblada por Noops  y Wuts (los defensores de la tierra, que vuelan alrededor en las hojas y alejar las fuerzas del mal de Zordrak con personal que tiene orbes de luz conectados a ellos, a través del cual se comunican).
- El Mago de los Sueños (expresado por John Franklyn-Robbins): sabio, bueno y muy viejo. Siempre lleva guantes azules. A menudo no vemos sus pies porque él flota de seis pulgadas de la tierra en vez de caminar. Lleva la responsabilidad de crear y enviar sueños a todo el mundo. En episodios tempranos, el Mago de los Sueños era algo de un excéntrico más frágil y perplejo (con su protector de cazón Albert generalmente mostrando una mayor claridad de los dos), aunque su personalidad cambia en más vanguardista y digna autoridad figura más adelante en la.

- Albert (expresado por Richard Tate): cazón del Mago de los Sueños. La historia cuenta que el sueño vio a Albert en un sueño- y le gustaba tanto que decidió convertirlo en real. Albert nada de aire en lugar de agua (tener una aversión fuerte para nadar en él) y su personalidad es la de un perro leal. Albert más tarde se convirtió en el mascota/logo para empresa de producción de Martin Gates.

- Rufus (expresado por Stuart Lock): un Noop que disfruta soñando tanto que tiene sueños reales, que significa que tiene problemas para sostener un trabajo. Después de ser despedido de la cera en el primer episodio, Amberley sugiere que Rufus se aplica para ser asistente del Mago de los Sueños, como él está perfectamente calificado para él debido a su constante ensoñación. Aunque Rufus permite a su mente vagar a veces y tiene una tendencia a jugar con cosas que no debería, tiene una mentalidad creativa ocultada dentro de su comportamiento espacial. Rufus es el protagonista de la serie y más a menudo que no guarda el día, a través de valentía, ingenio o pura chiripa.

- Amberley (expresada por Nancy Hendry): mejor amiga de Rufus, Amberley es práctica e ingeniosa y generalmente más lúcida y responsable que Rufus. Es bueno subir las tuberías de drenaje, saltar de windows y es un as aviador de la hoja. Su nivel mareos se nublaron a veces por su mal genio sin embargo, que a veces conduce a su acometer en situaciones y consiguiendo capturado (tanto como las Urpneys deseo que no). Fue nombrada después Amberlay, West Sussex, un creador de aldea Mike Jupp solía visitar regularmente.

- Pildit (expresado por Derek Wright): el líder del aliado más confiable los Wuts y el Mago de los Sueños, es a menudo exhortó a defender la tierra de los sueños de las fuerzas de Zordrak. Él y el Mago de los Sueños son viejos amigos y a menudo ayudan unos a otros. Es Pildit quien enseña a Rufus y Amberley cómo utilizar las hojas especiales que los Wuts usan para volar. Pildit es bastante suave y inexpresivo en términos de personalidad, un marcado contraste con su abuela.

## Lista de capítulos
La serie está compuesta de cuatro temporadas, de 13 capítulos cada una.
| Temporada     | Episodios | Inicio de la temporada | Cierre de la temporada | Episodio de inicio                        | Episodio de cierre                         |
| ------------- | --------- | ---------------------- | ---------------------- | ----------------------------------------- | ------------------------------------------ |
| 1.ª temporada | 13        |                        |                        | La piedra de los sueños (capítulo piloto) | Megattack                                  |
| 2.ª temporada | 13        |                        |                        | La piedra de los Thamos Casa              | El retorno de la piedra de los Thamos Casa |
| 3.ª temporada | 13        |                        |                        | The Return                                | Zipi y Blossom's Present                   |
| 4.ª temporada | 13        |                        |                        | Auntie Again                              | Urpjaws                                    |